# Max Neissendorfer

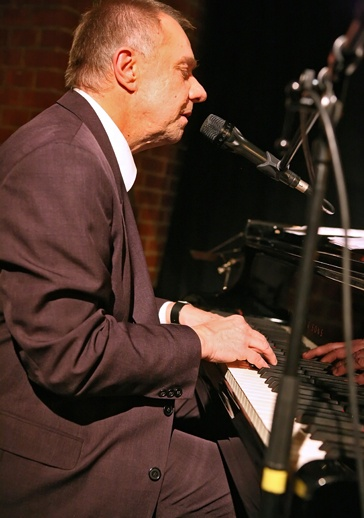
Max Neissendorfer im Jazzclub Unterfahrt (München, April 2009)

Max Neissendorfer (* 14. März 1956 oder 1957 in München; † 12. Juli 2025) war ein deutscher Jazzpianist und Jazzsänger, der sich stilistisch zwischen Mainstream Jazz, Blues und Funk bewegt.

## Biographie
Nach klassischem Klavier- und Kompositionsunterricht absolvierte Max Neissendorfer ab 1974 eine Ausbildung an der Munich Jazz School bei dem Pianisten Joe Haider. Mit seiner ersten eigenen Jazz-Formation, dem EMPS Trio, widmete er sich dem experimentellen Modern Jazz und initiierte 1979 das Festival Jazz Tage Erding. Durch Haider kam er in Kontakt mit der Schweizer Jazzszene: Anfang der 1980er Jahre tourte er mit dem Swiss Jazz Quintett durch Europa und begleitete die Saxophonisten Pony Poindexter und Archie Shepp, die Trompeter Thad Jones und Hannibal Marvin Peterson sowie den Sänger Leon Thomas. Während einer Tour durch die USA entstand ein gemeinsames Album in Detroit.
Ab Mitte der 1980er Jahre tourte Neissendorfer mit dem Schweizer Jazzschlagzeuger Charly Antolini und dessen Jazz Power erneut durch Europa. Durch diese Zusammenarbeit öffnete sich der Pianist stärker dem Mainstream-Jazz.
Kurz darauf gründete er das „Max Neissendorfer Trio“ mit dem Swiss Jazz Quintett-Kollegen David Elias am Schlagzeug und dem Schweizer Michel Poffet am Bass. Schwerpunkt der gemeinsamen Arbeit wird die moderne Adaption von Standards aus dem Great American Songbook in Kombination mit eigenen Kompositionen. Mit den beiden Veröffentlichungen „For you“ und „Staubfrei“ – auf letzterem verjazzte das Trio deutsche Volkslieder und bekannte Schlager – erschloss sich Neissendorfer auch den asiatischen Plattenmarkt. Dem Funk öffnete sich Neissendorfers Trio durch die Zusammenarbeit mit der amerikanischen Sängerin und Schauspielerin Torita Quick. Mit dem Gitarristen Thomas Reimer arbeitete er im Duo.
Nach zahlreichen Gesangs-Workshops begann Neissendorfer Ende der 1990er Jahre seine Erfahrungen in Sachen Improvisation, Timing und Phrasierung vom Piano auf den Gesang zu übertragen. Er entwickelte eine Virtuosität im Scat-Gesang, was ihm dem Beinamen „Scat Max“ einbrachte.
Ab Mitte der 1970er Jahre unterrichtete Max Neissendorfer an der Munich Jazzschool, die er 1985 als Verein Neue Jazzschool München umformierte und für zwei Jahrzehnte leitete.
Neissendorfer war ab Anfang 2000 mit seiner Münchner Big Band „The Uptown Orchestra“ und als Gast-Sänger mit Formationen wie dem „Swiss Jazz Orchestra“ und der Schweizer „Sinatra Tribute Band“ im gesamten deutschsprachigen Raum aktiv. Eine andere Facette zeigten Neissendorfer und sein Trio zusammen mit dem Film- und TV-Schauspieler Friedrich von Thun bei dem literarisch-musikalischen Projekt „Novecento – Der Ozeanpianist“.
Zuletzt war Max Neissendorfer zusammen mit dem Dani Sparn Orchester auf der Bühne zu erleben: Ihre aktuelle gemeinsame Produktion „The Music of Frank Sinatra“ wurde in der Schweiz, Deutschland und Österreich aufgeführt.

## Auszeichnungen
- 1. Preis durch die deutsche Phono-Akademie mit dem EMPS Trio(1978)
- 1. Preis der International Jazz Federation mit dem "Swiss Jazz Quintett" (1980)
- Kulturförderpreis für interpretierende Kunst der Landeshauptstadt München (1982)

## Diskographie (Auszug)
- Imagination mit dem Swiss Jazz Quintett feat. Franco Ambrosetti (1981)
- Live in Detroit mit dem "Swiss Jazz Quintett" (1982)
- Thunderball mit Charly Antolinis Jazz Power (1985)
- Torita Quick & Max Neissendorfer Trio (1991)
- Staubfrei mit dem "Max Neissendorfer Trio" (1995)
- Heartbeat Max Neissendorfer mit Barbara Mayr & Band (1998)
- Scat Max & The Uptown Orchestra (2004)
- Two Friends mit Charly Antolini (2007)
- All the Way mit der Sinatra Tribute Band (2011)
- Winter Wonderland mit der Sinatra Tribute Band (2013)
- A Man and His Music mit der Sinatra Tribute Band (2014)

## Lexikalische Einträge
- Jürgen Wölfer: Jazz in Deutschland. Das Lexikon. Alle Musiker und Plattenfirmen von 1920 bis heute. Hannibal, Höfen 2008, ISBN 978-3-85445-274-4.